# Lombardische Baustile

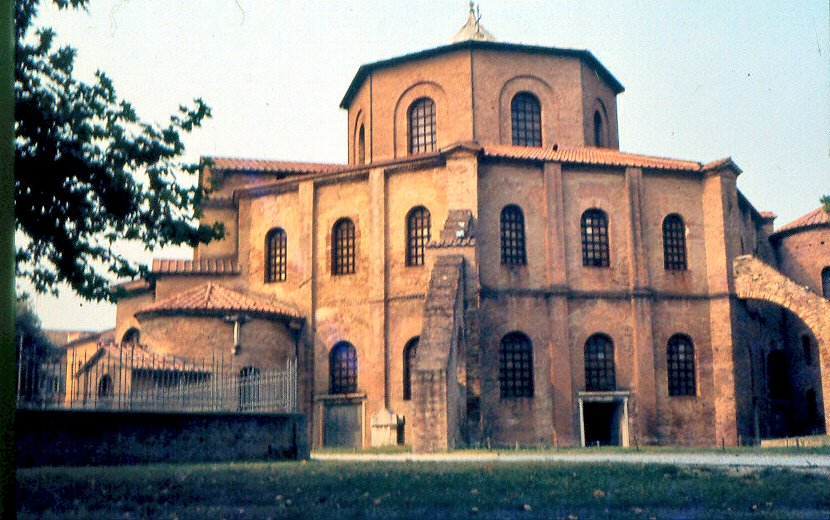
Byzantinische Kirche San Vitale in Ravenna (526)

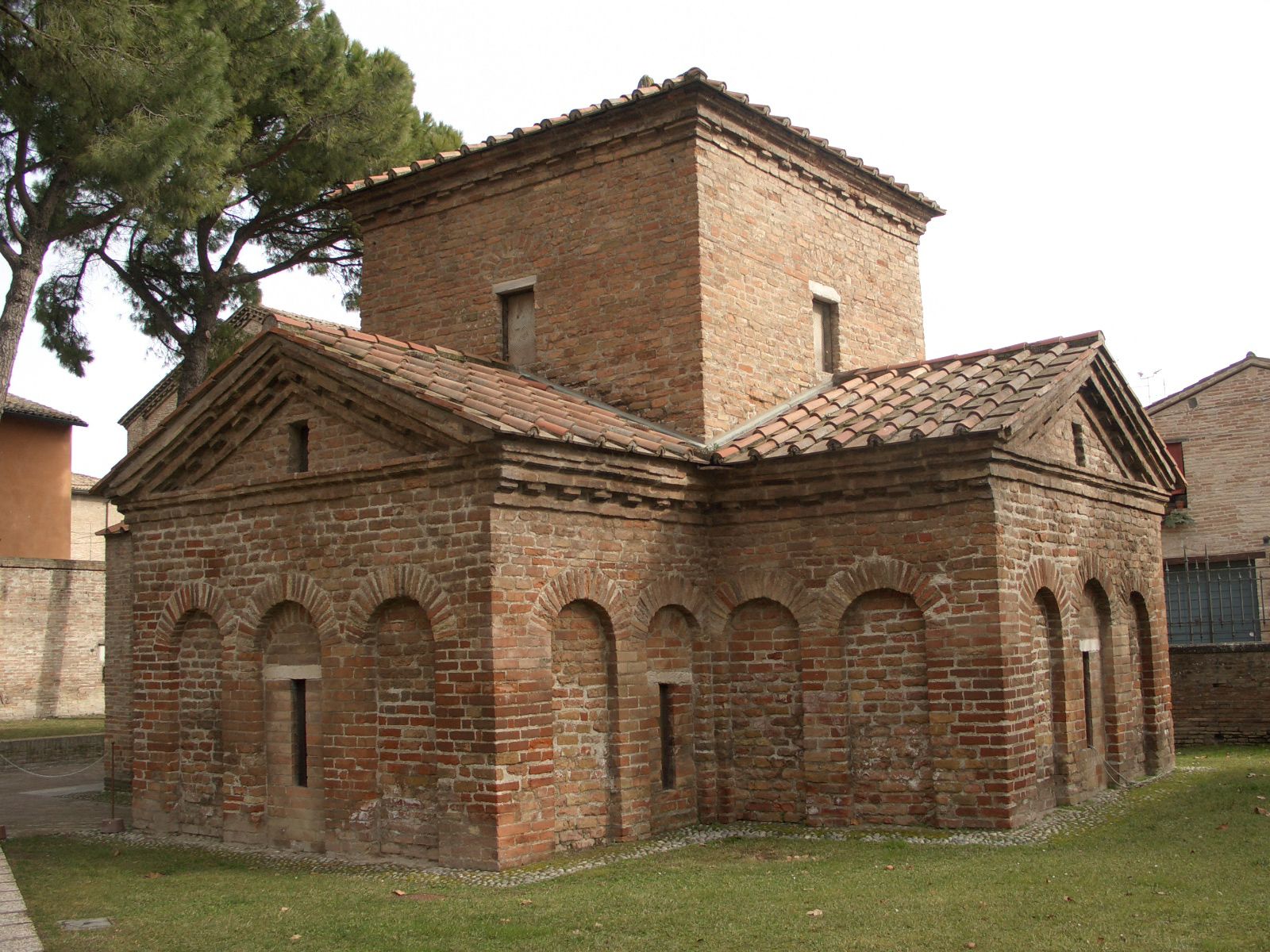
Außenwand des byzantinischen Mausoleums der Galla Placidia in Ravenna (um 425–430)

Als lombardischer Baustil werden im engeren Sinne die „Lombardische Vorromanik“ und die „Lombardische Frühromanik“ bezeichnet. Sie griffen auf spätantike Vorbilder zurück und gehörten ihrerseits zu den Vorläufern der (Hoch-)Romanik in Frankreich und Deutschland, färbten aber auch direkt auf Nordspanien (speziell Katalonien) ab. Durch Anregungen von jenseits der Alpen entwickelte sie sich zur „Lombardischen Romanik“, die wiederum zum Vorbild wurde für die Backsteinromanik in Deutschland. Durch eher selektive Übernahme von Stilelementen der transalpinen Gotik entwickelte sich aus der Lombardischen Romanik die „Lombardische Gotik“.

## Lombardische Präromanik
In der norditalienischen Region Lombardei lebten ab dem Ende des 6. Jahrhunderts neben der ursprünglichen römischen Bevölkerung auch zehntausende Angehörige des namengebenden germanischen Volks der Langobarden, die im Zuge der Völkerwanderung große Teile Nord- und Mittelitaliens erobert hatten. Ab Mitte des 7. Jahrhunderts vermischten sich beide Bevölkerungsgruppen und entwickelten einen eigenen, an antiken Vorbildern orientierten Baustil.

### Entstehung
In Italien hatten die Langobarden zahllose Ruinen aus der Zeit der Römer vorgefunden. Trotz des Untergangs des römischen Reiches hatte diese Baukunst im Ost-Römischen Reich mit der Hauptstadt Neu-Rom (Konstantinopel) weitergelebt. Die Langobarden waren in Norditalien auch auf Bauten in diesem byzantinischen Baustil gestoßen, die vor allem der ostgotische König Theoderich errichtet hatte. Dieser hatte – als früherer Eroberer Italiens und damit Herr (493–526) der damaligen Hauptstadt Ravenna – seinen Palast und einige Kirchen (Sant’Apollinare Nuovo, Baptisterium der Arianer oder sein Grabmal) nach byzantinischen Vorbildern erbaut, da er in jungen Jahren als Geisel in Byzanz erzogen worden war und dort diese Kunst schätzen gelernt hatte.
Zudem hatte das byzantinische Reich unter Justinian I. Italien nach 535 zum großen Teil (zurück)erobern können und in Ravenna weitere, prächtige Bauwerke (San Vitale, Baptisterium der Kathedrale, Sant’Apollinare in Classe) errichtet. Diese Kirchen und Paläste prägten die architektonischen Vorstellungen der neuen Einwanderer.
Der Großteil der in Italien ansässigen Langobarden hatte sich zunächst dem arianischen Glauben angeschlossen. Sie wurden erst im 7. Jahrhundert katholisch – eine wichtige Voraussetzung zur Vermischung mit der ursprünglichen Bevölkerung. 
Die Lombardei behielt auch nach der fränkischen Eroberung (774) durch Karl den Großen (der Papst hatte ihn zum Schutz des Kirchenstaates vor den Langobarden zu Hilfe gerufen) ihre kulturelle Eigenständigkeit. Die lombardischen Könige förderten und schützten in hohem Maße die Baumeister und Handwerker, so dass der vorgefundene byzantinische Baustil weiterentwickelt wurde und als „lombardischer Stil“ zu einer neuen Blüte gelangte – vor allem in der Hauptstadt Pavia und dem benachbarten Mailand (hier vor allem Sant’Ambrogio).
Dabei darf ein machtpolitischer Aspekt nicht außer Acht gelassen werden: Wer Gebäude nach römischen bzw. byzantinischen Vorbildern errichtete, wer also „imperial“ baute, stellte sich damit in die Tradition der Kaiser und unterstrich so den eigenen Herrschaftsanspruch.

## Lombardische Romanik
Am Anfang der Lombardischen Romanik stehen unter anderem die beiden pavesischen Basiliken San Michele Maggiore aus Sandstein und San Pietro in Ciel d’Oro aus Backstein mit ihren unter den Dachkanten der Westgiebel ansteigenden Zwerggalerien. Das Mittelschiff von San Michele war von Anfang an eingewölbt. Bei San Pietro wird eine anfängliche hölzerne Kassettendecke erwogen. Auch nördlich der Alpen waren zur Zeit der Frühromanik Kirchengewölbe durchaus nicht selbstverständlich.

### Charakteristika

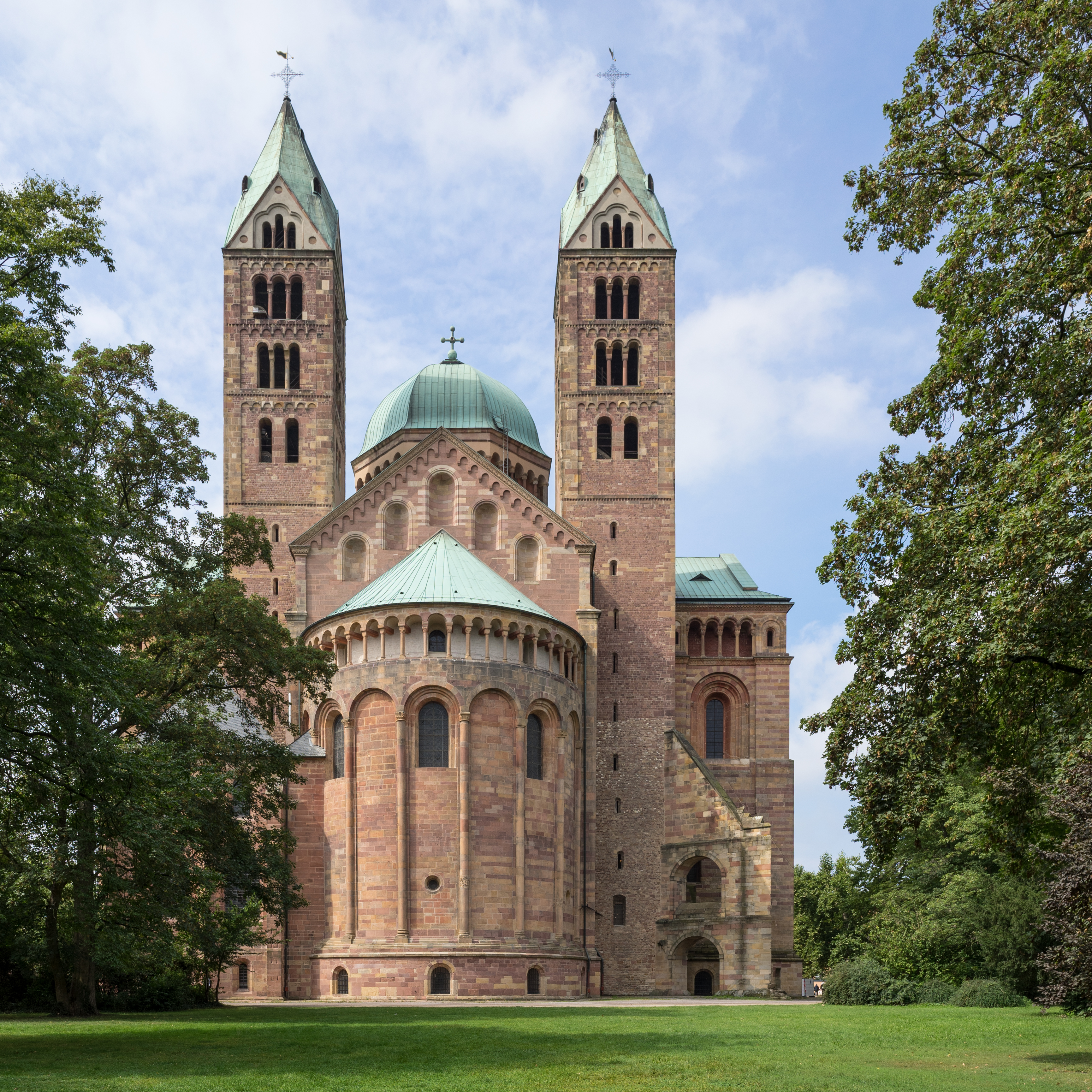
Ostteile des Speyerer Domes (um 1050)

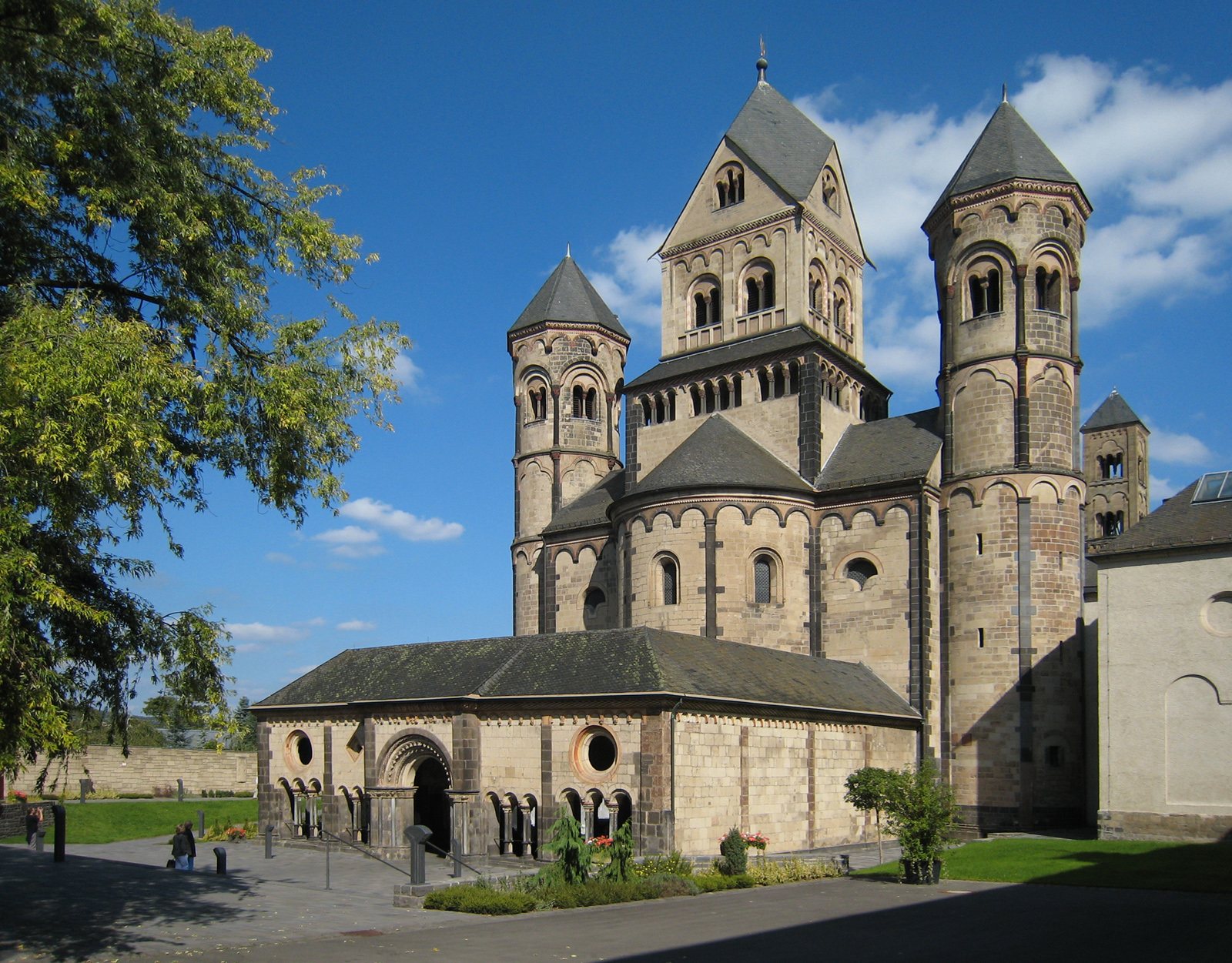
Lombardische Stilelemente an der Abteikirche Maria Laach in der Eifel (um 1100–1230)

Die Mauern lombardischer Gebäude bestehen in Norditalien häufig aus genau geformten byzantinischen Ziegeln, in anderen Regionen auch aus Hausteinen oder ausgesuchten Natursteinen. Sie sind massiv, d. h. ohne Schuttfüllung, wie es noch die Römer machten. Der Querschnitt von Türmen ist zumeist, wie bei der ersten Peterskirche in Rom, quadratisch.
Die Hauptkennzeichen des lombardischen Baustils zeigen sich in der Gliederung bzw. Gestaltung der Außenwände von Apsis, Glockenturm und Fassade durch Blendarkaden, Pilaster oder Lisenen und Bogenfriese. Ganz besonders hervorzuheben sind die – manchmal freistehenden – Glockentürme mit ihren nach oben immer zahlreicher werdenden Licht- und Schallöffnungen.

### Regionale Verbreitung
Zur Verbreitung des neuen Stils in Westeuropa trugen vor allem Italienreisende bei, die aus religiösen, politischen oder aus merkantilen Gründen nach Rom unterwegs waren und auf dieser Reise den norditalienischen Stil kennengelernt hatten. Eines der ersten Gebäude in Deutschland mit typisch lombardischen Merkmalen ist der Speyerer Dom, der als Kaiserdom eine Vorbildrolle spielte, die nicht hoch genug eingeschätzt werden kann.
Aber auch die Kirchenpolitik hatte ihren Anteil: Die Päpste förderten schon vor dem Jahr 1000 die Neugründungen von Klöstern, die unabhängig vom jeweiligen Ortsbischof waren. So kam es, dass Mönche aus lombardischen Klöstern in anderen – auch ausländischen – Regionen Äbte wurden und den heimischen Baustil mitnahmen, was zu einer Verbreitung in ganz Westeuropa – so auch bis ins Rheinland – führte.
Eine weitere Region, in welcher der romanisch-lombardische Baustil von großer Bedeutung war, ist Katalonien, wo die Anregungen zu dieser neuen Bauästhetik von Abt Oliba nach seiner Italienreise (1011) eingeführt wurden.

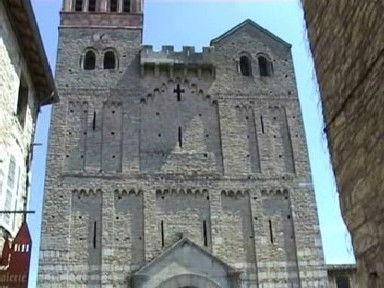
Saint-Philibert in Tournus, Burgund (um 1020)
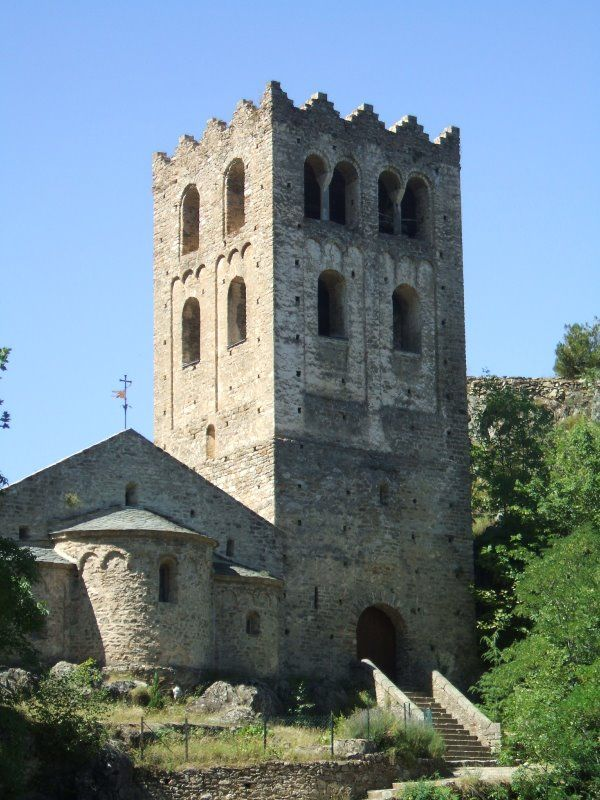
Abbaye Saint-Martin du Canigou, Roussillon (um 1020)
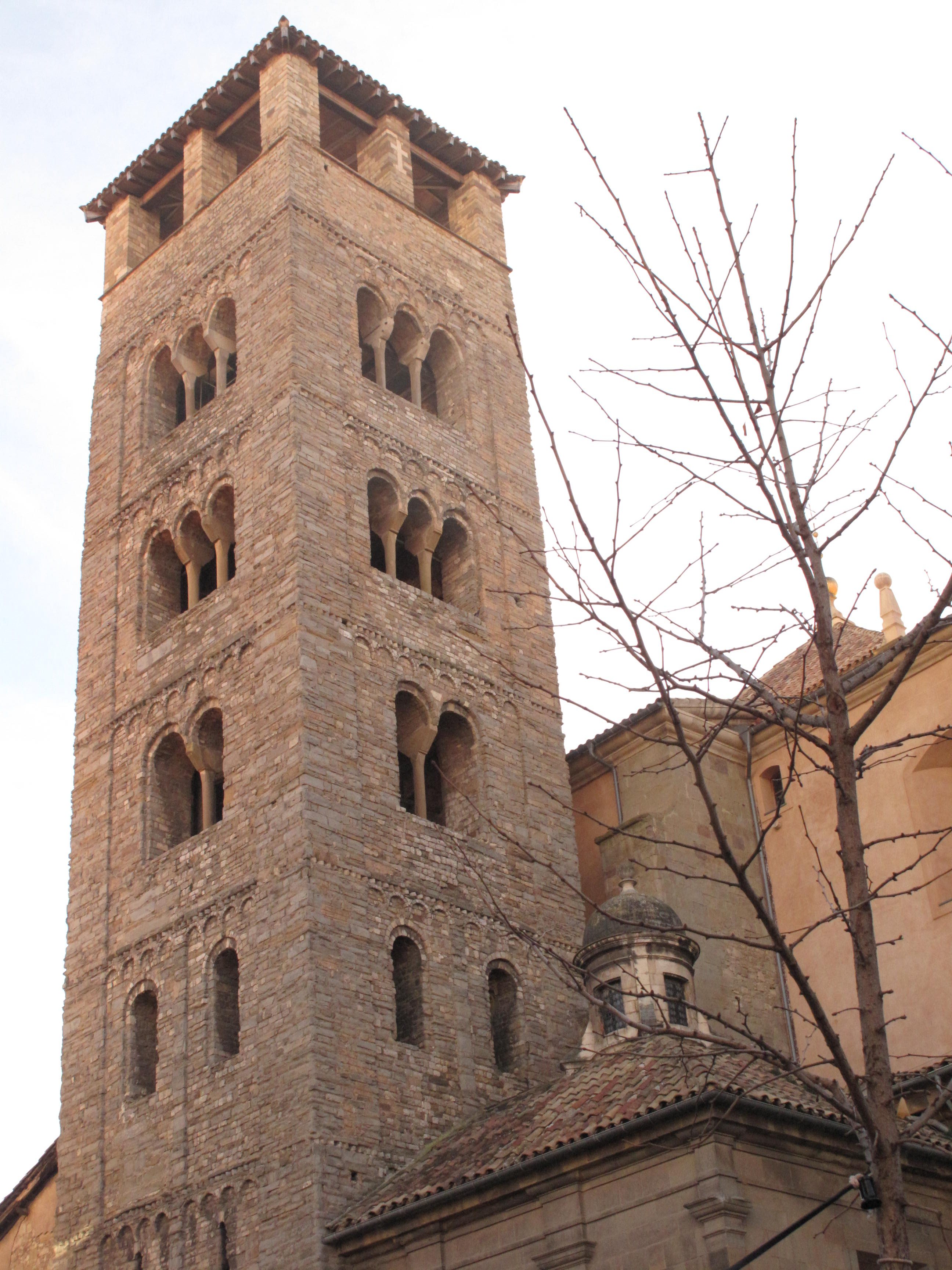
Kathedrale von Vic, Katalonien (um 1030)
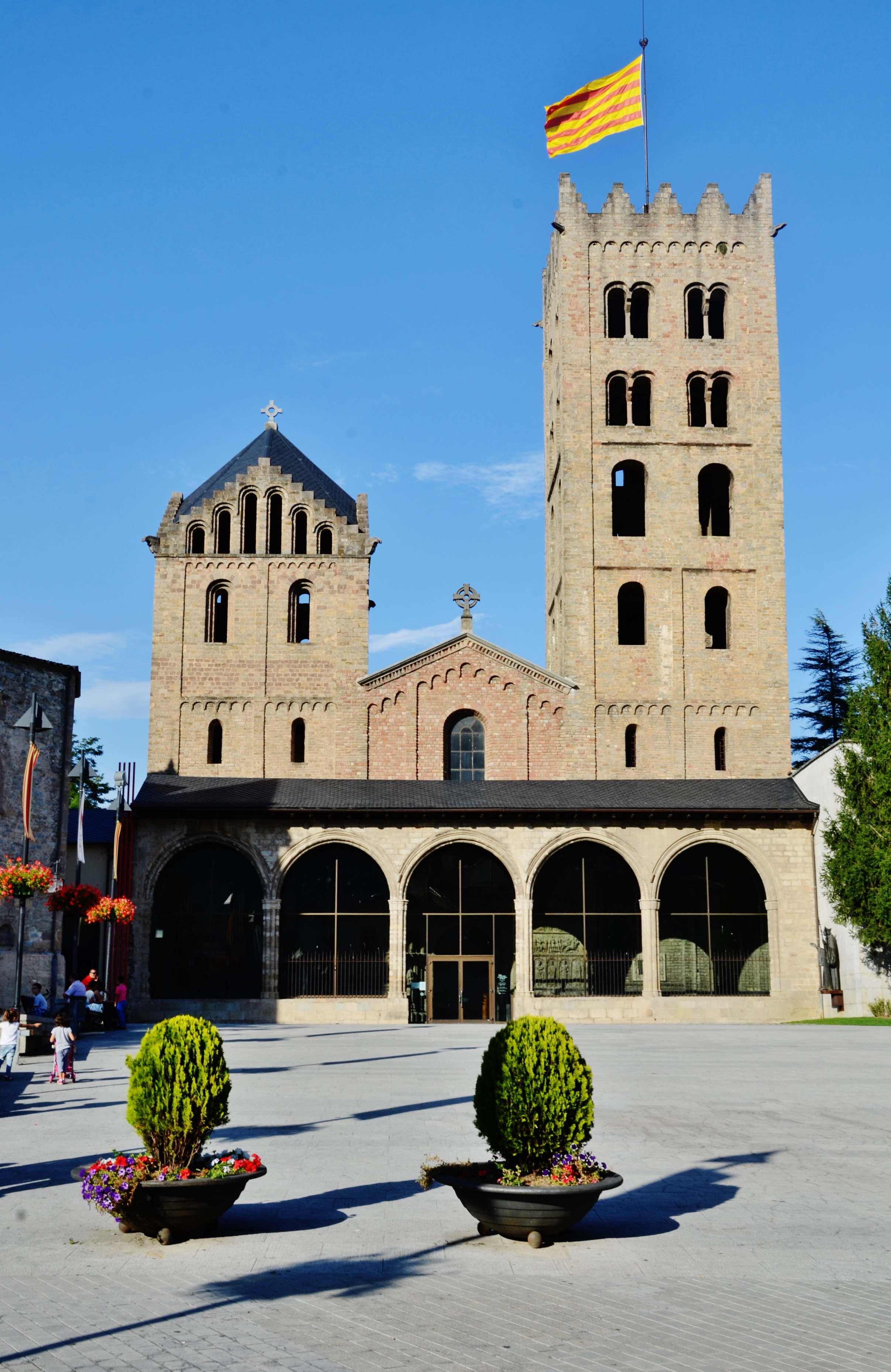
Kloster Santa Maria de Ripoll, Katalonien (um 1040)
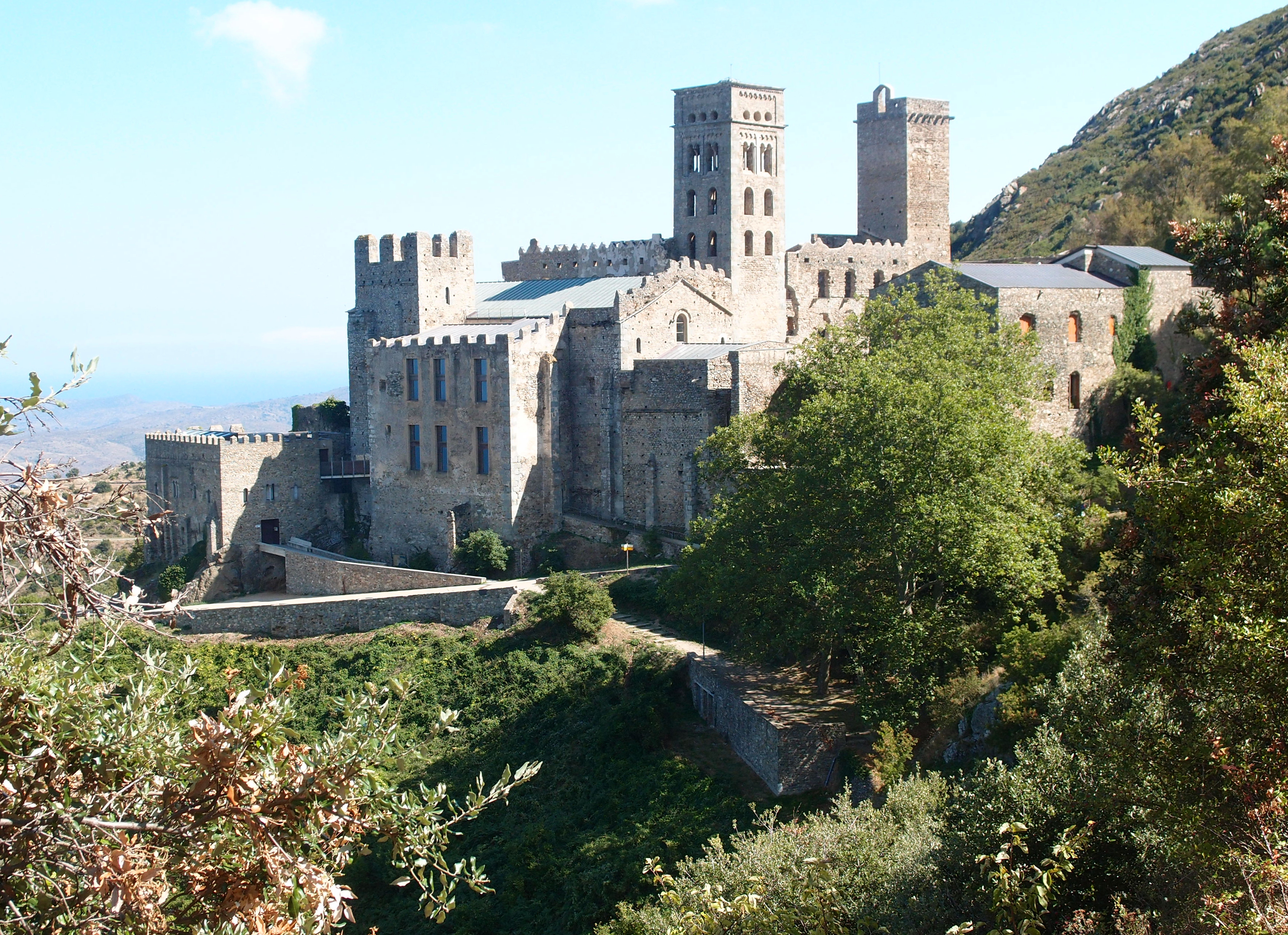
Kloster Sant Pere de Rodes, Katalonien (um 1050/1100)
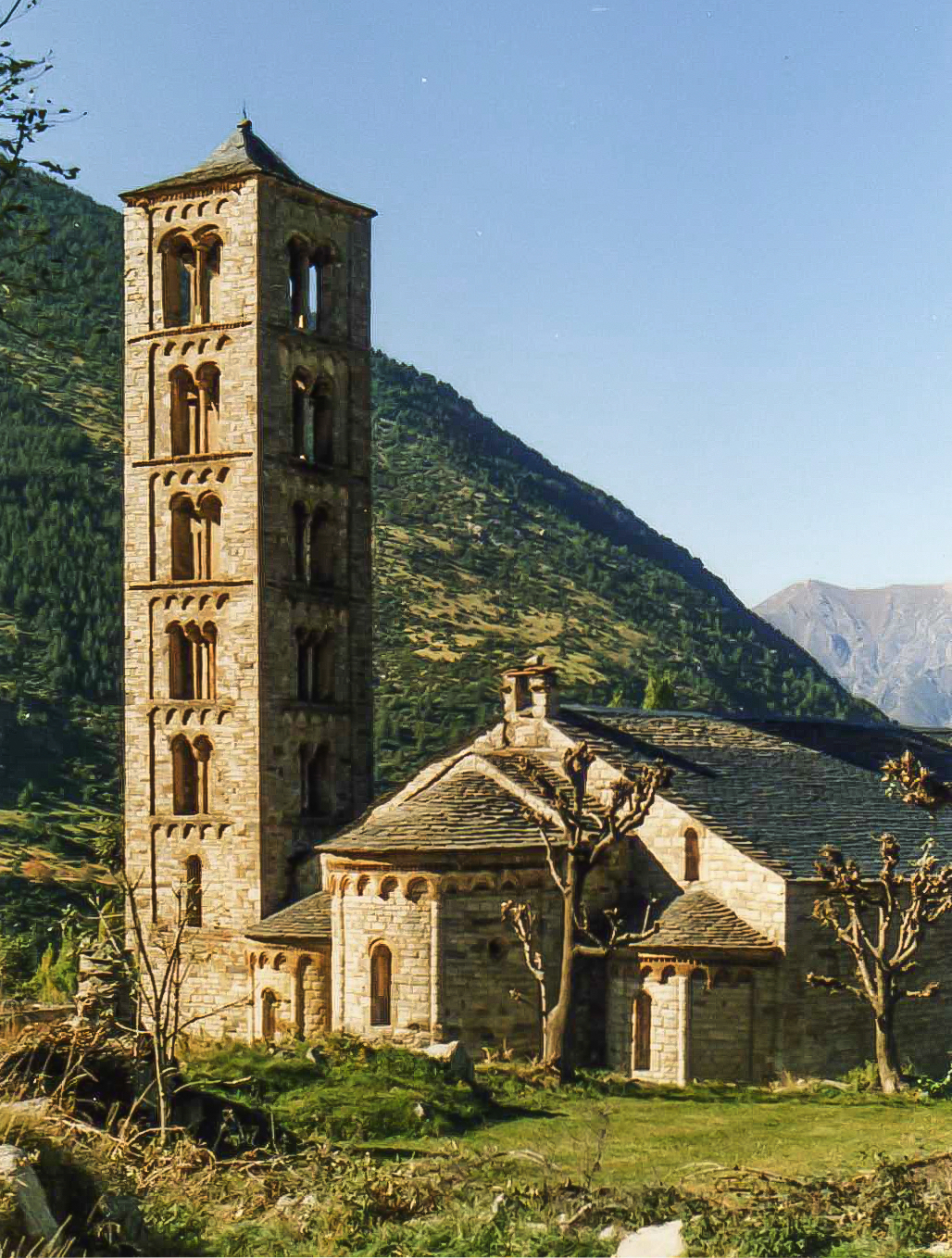
Sant Climent de Taüll, Katalonien (um 1120)
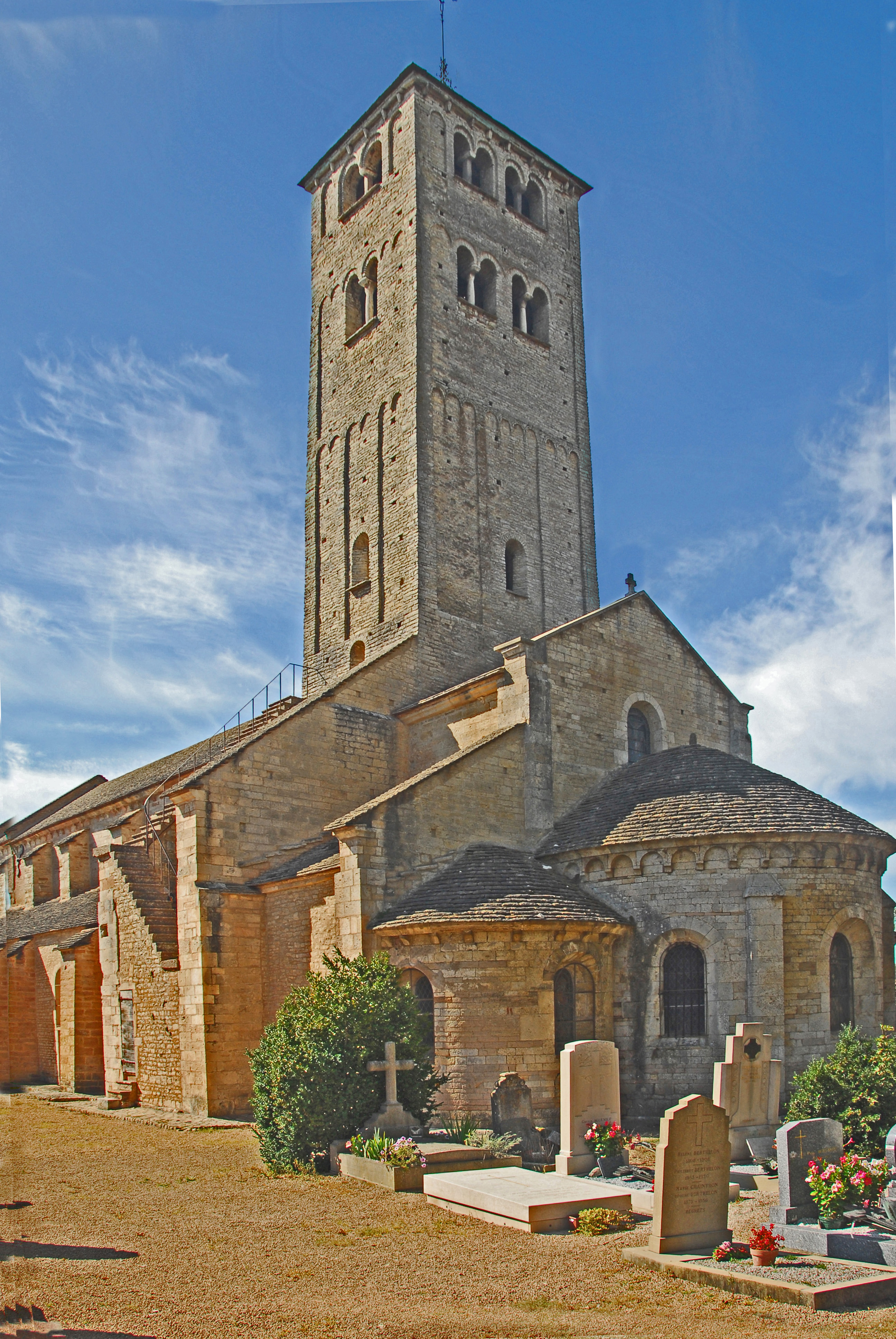
Chapaize, Burgund (um 1030)
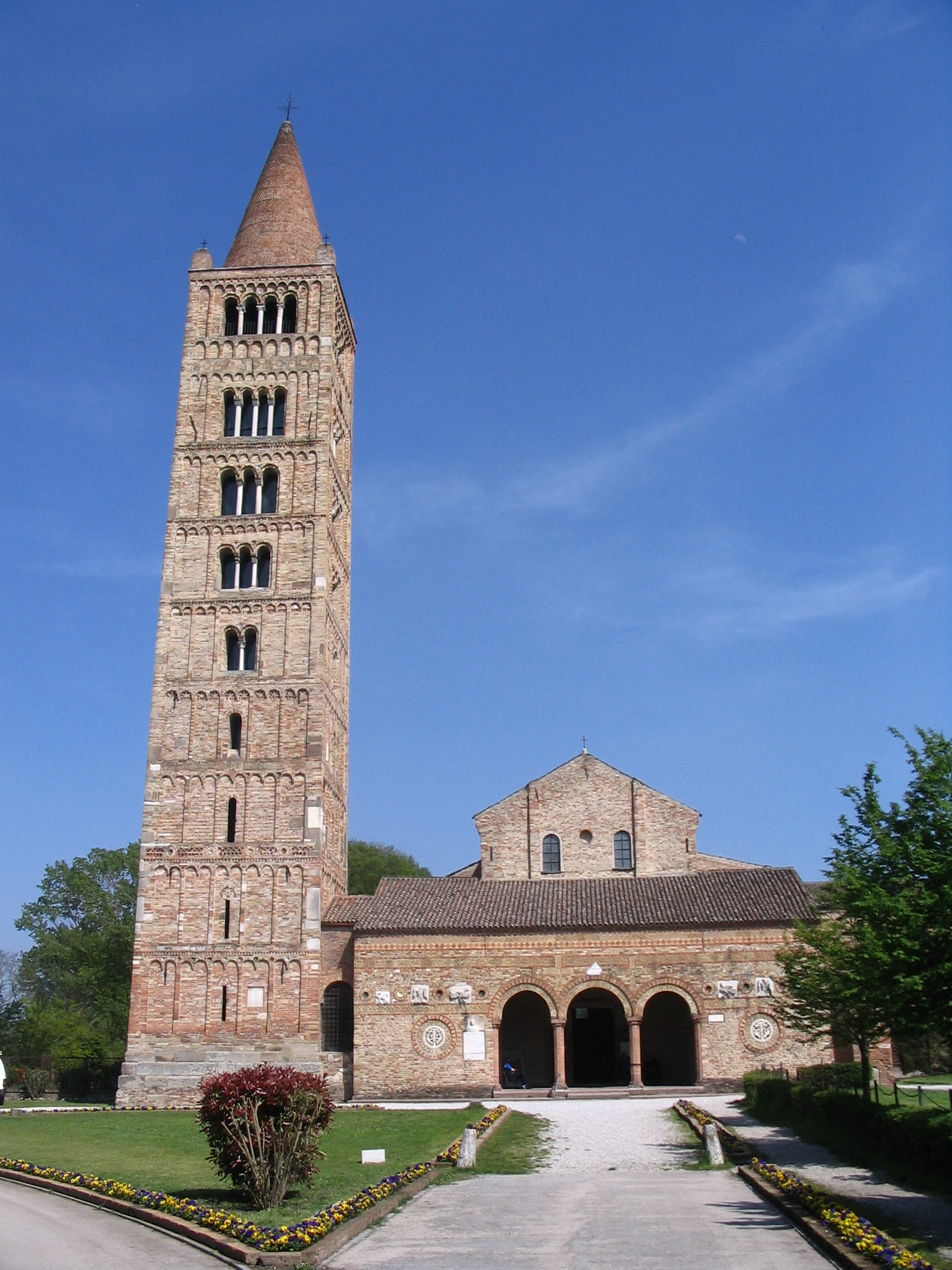
Abteikirche von Pomposa in Italien (um 1060)
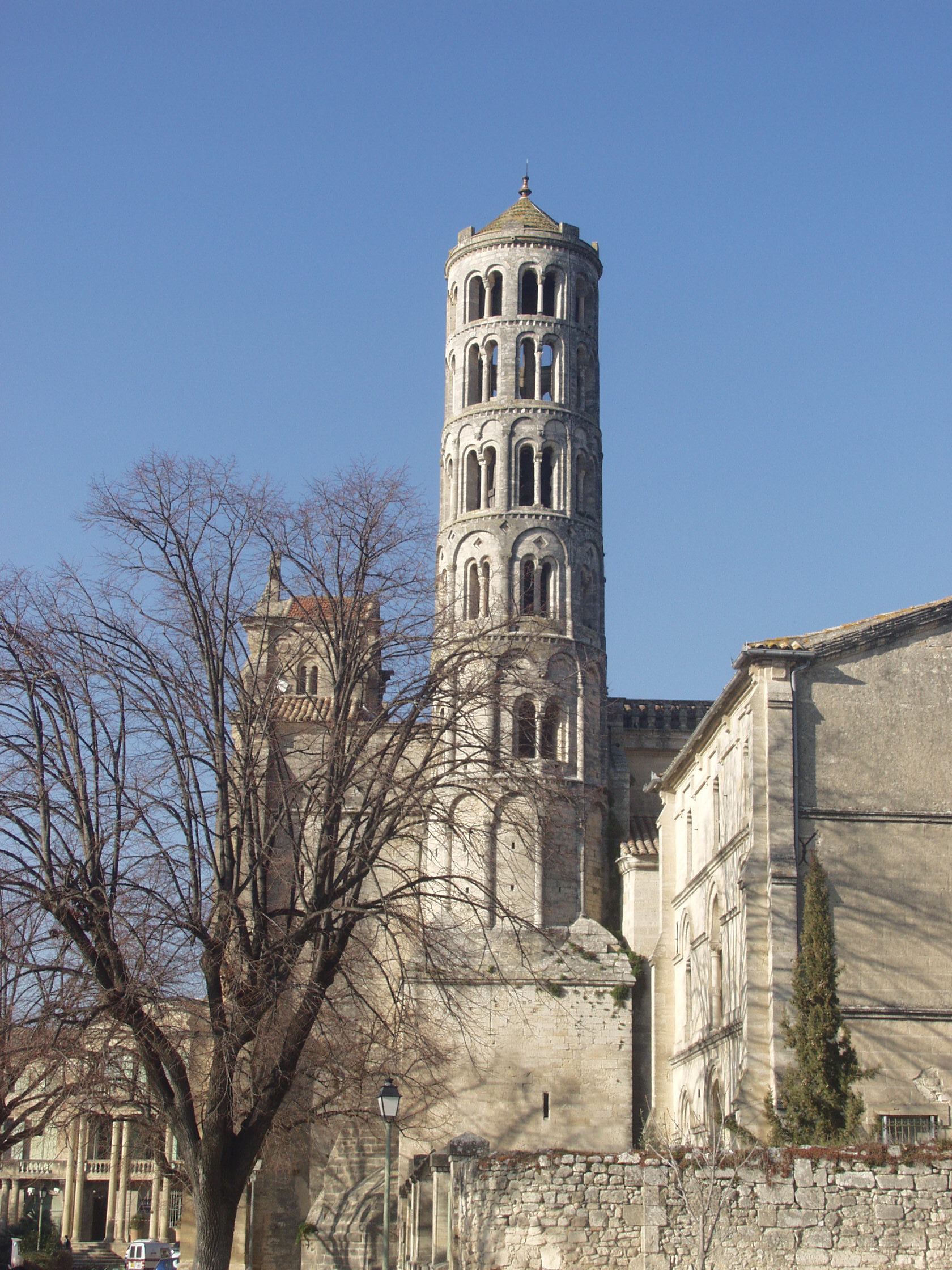
Ehemalige Kathedrale von Uzès, Provence (um 1100)
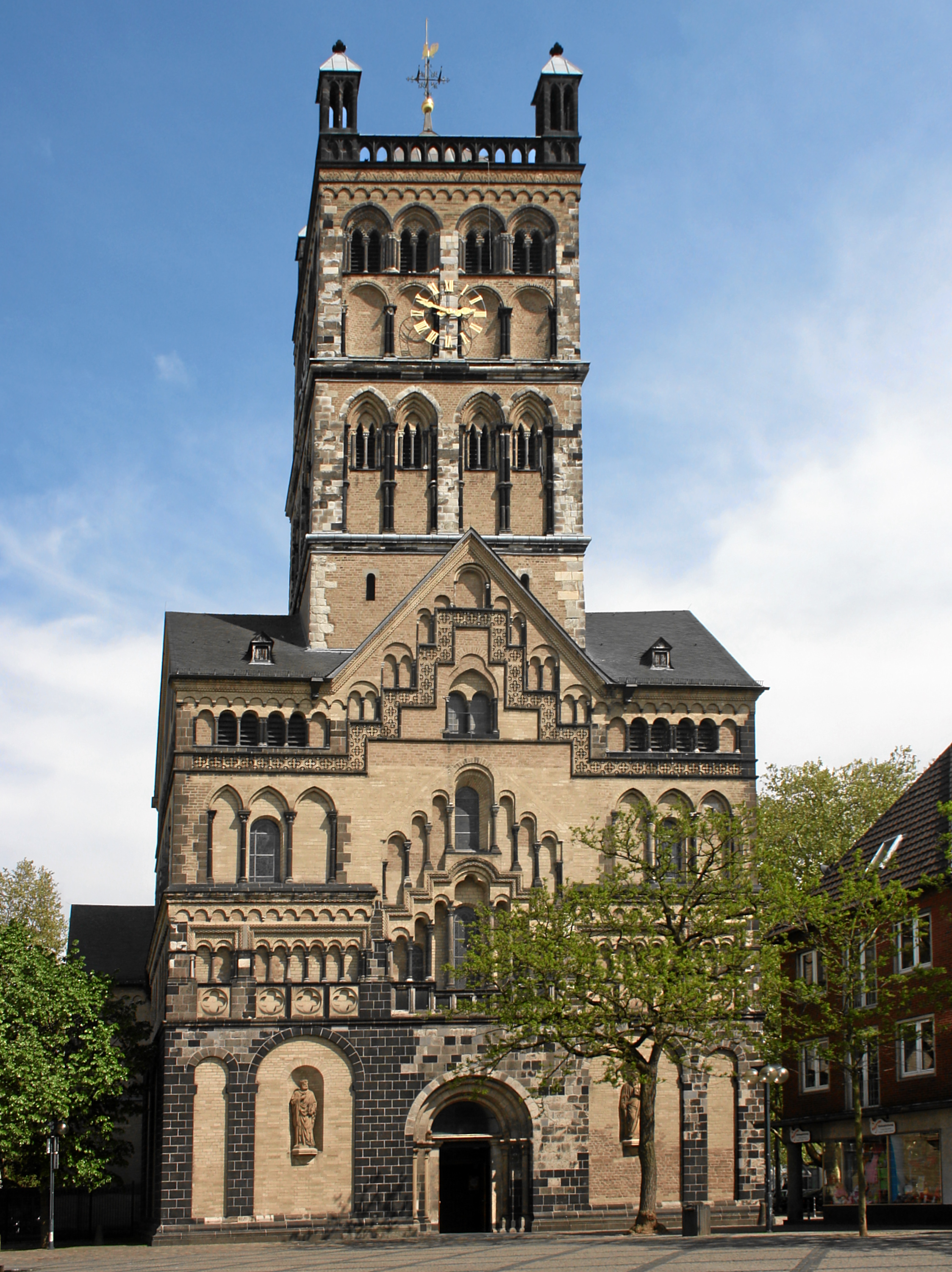
Quirinus-Münster in Neuss, Rheinland (um 1210–1250)

## Lombardische Gotik
Die lombardische Baukunst übernahm viele Stilelemente der französischen und auch deutschen Gotik, aber Proportionen und Gebäudestrukturen wurden kaum übernommen, insbesondere die Westtürme nicht. Wieder stand am Anfang ein prägender Kirchenbau in Pavia, Santa Maria del Carmine. Gotische Herrscherpaläste wie der Sforzapalast in Mailand und der Viscontipalast in Pavia nahmen Gebäudestrukturen vorweg, die in anderen Ländern erst in der Renaissance Verbreitung fanden. Trotz einiger Marmorfassaden ist die Lombardische Gotik (Gotico Lombardo) großenteils eine Backsteingotik. Auch die gotischen Bauten der Nachbarregion Emilia-Romagna werden der Lombardischen Gotik zugerechnet. Darunter ist die größte aller gotischen Backsteinkirchen, die Basilika San Petronio in Bologna.